# Sanicula arguta
Sanicula arguta är en flockblommig växtart som beskrevs av Edward Lee Greene, John Merle Coulter och Joseph Nelson Rose. Sanicula arguta ingår i släktet sårläkor, och familjen flockblommiga växter. Inga underarter finns listade i Catalogue of Life.

## Bildgalleri

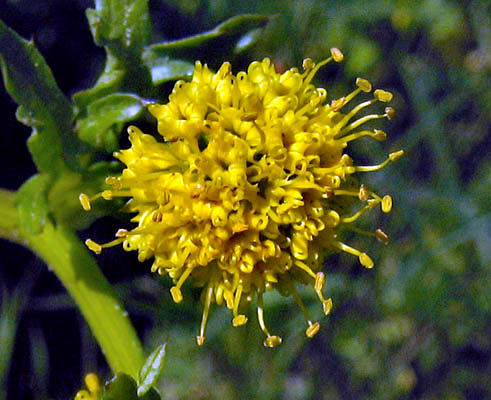